# 행복대로
행복대로는 행정중심복합도시의 최외곽 도로중 세종로가 담당하지 못하는 구간을 연결하는 도로이며 2025년에 용호동 ~ 한별동 구간이 개통될 예정이다.
행복대로()는 세종특별자치시 대덕구 대평동 대평교차로와 세종특별자치시 반곡동 새나루교차로를 잇는 도로이다.

## 주요 경유지
세종특별자치시
- (대평동 . 보람동 . 소담동 . 반곡동 . 해밀동 . 나성동)

## 노선
| 이름                        | 접속 노선                        | 소재지         | 소재지 | 비고 |
| --------------------------- | -------------------------------- | -------------- | ------ | ---- |
| 대평 교차로                 | 국도 제1호선 (세종로)            | 세종특별자치시 | 대평동 |      |
| 해들 교차로 (대평지하차도)  | 갈매로                           | 세종특별자치시 | 대평동 |      |
| (이름 없음)                 | 대평로                           | 세종특별자치시 | 대평동 |      |
| (이름 없음) (보람지하차도)  | 보람동로 구즉세종로              | 세종특별자치시 | 보람동 |      |
| 새샘 교차로 (오롯지하차도)  | 소담로 구즉세종로                | 세종특별자치시 | 소담동 |      |
| 디딤2교                     |                                  | 세종특별자치시 | 반곡동 |      |
| (이름 없음) (집현 지하차도) | 시청대로                         | 세종특별자치시 | 반곡동 |      |
| 새나루 교차로               | 집현북로 집현부강로              | 세종특별자치시 | 반곡동 |      |
| 금빛노을교                  |                                  | 세종특별자치시 | 반곡동 |      |
|                             | 합강동                           | 세종특별자치시 |        |      |
|                             |                                  | 세종특별자치시 |        |      |
| 너래 교차로 (지하차도)      | 국가지원지방도 제96호선 (연청로) | 세종특별자치시 |        |      |
| (이름 없음)                 | 세종오송로                       | 세종특별자치시 | 반곡동 |      |
| 너비지하차도                |                                  | 세종특별자치시 | 반곡동 |      |
| 다솜터널                    |                                  | 세종특별자치시 | 해밀동 |      |
| 너비지하차도                |                                  | 세종특별자치시 | 해밀동 |      |
| 미르터널                    |                                  | 세종특별자치시 | 나성동 |      |
| (이름 없음)                 | 임난수로                         | 세종특별자치시 | 나성동 |      |
| 공사중                      |                                  |                |        |      |

## 주요 건물 및 시설
- 네이버데이터센터 각 세종 (행복대로 824/집현동 산 163)